# ウィリアム・ディグビー (第5代ディグビー男爵)

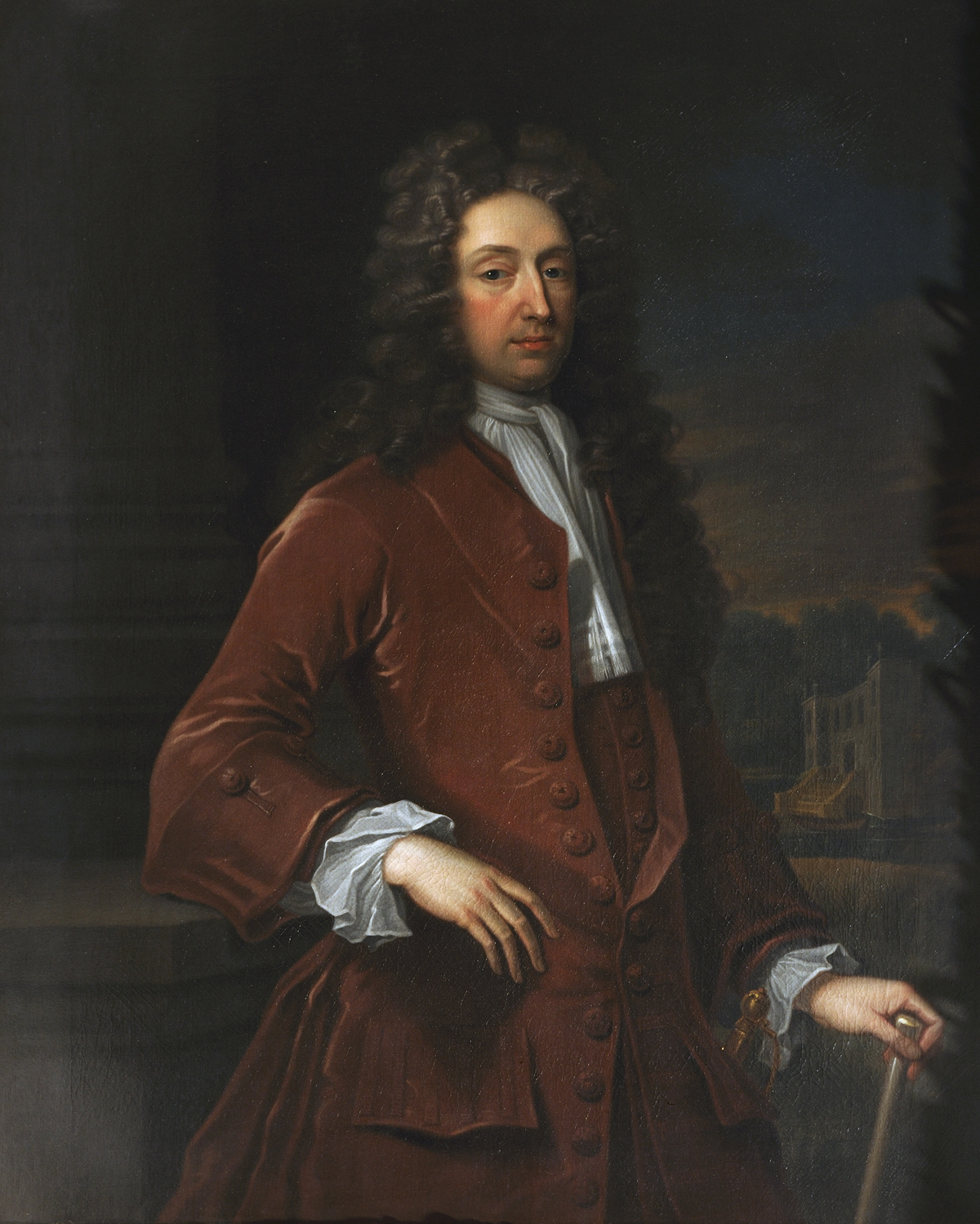
ゴドフリー・ネラーによる肖像画、1686年。

第5代ディグビー男爵ウィリアム・ディグビー（英語: William Digby, 5th Baron Digby、1662年2月20日洗礼 – 1752年11月29日）は、アイルランド貴族、イングランドの政治家。1689年から1698年までイングランド庶民院議員を務めた。自領のコーゾルが国教忌避者の避難所として知られたほか、債務者監獄に投獄された囚人の債務返済を援助し、妻とともにシェアボーンで学校を設立するなど慈善活動で知られている。

## 生涯

### 生い立ち
第2代ディグビー男爵キルデア・ディグビー（1661年7月11日没）と妻メアリー（Mary、旧姓ガーディナー（Gardiner）、1692年12月23日没、ロバート・ガーディナーの娘）の息子として、コーゾルで生まれ、1662年2月20日に同地で洗礼を受けた。父の死後に生まれたとされる。
家庭教師からの教育を受けた後、1677年にウィンチェスター・カレッジに入学した。1679年5月16日にオックスフォード大学モードリン・カレッジに進学、1681年7月5日にB.A.の学位を修得した。1708年7月13日、D.C.L.の学位を授与された。

### 政界にて
1677年12月29日に兄ロバートが、1686年1月19日に兄サイモンが死去すると、ディグビー男爵位を継承した。同1686年、ウォリックシャー統監の第4代ノーサンプトン伯爵ジョージ・コンプトンによりウォリックシャー副統監に任命され、1687年に一旦解任されるものの名誉革命の後に復帰した。
兄サイモンはウォリック選挙区の現職議員だったが、その死去直後に補欠選挙は行われず、ウィリアムは1689年イングランド総選挙で家族の地盤を継承し、有力者第5代ブルック男爵フルク・グレヴィルの支持も受けて無投票で当選した。議会ではトーリー党の一員として活動し、戴冠宣誓文の起草や新しい忠誠宣誓と国王至上の誓いの審議に関わるなど庶民院委員会への任命が28件確認されている。
1689年にジェームズ2世が招集したアイルランド議会に出席せず、同年5月7日にアイルランド議会により私権剥奪された。その後、ディグビー男爵はウィリアム3世に対する忠誠宣誓に応じた。
1690年イングランド総選挙ではリチャード・ブース（Richard Booth）、ジェームズ・ブース（James Booth）父子を下して再選した。1694年9月5日にウォリックで大火があり、ディグビーが1695年初に私法案を可決させてウォリック再建委員会を設立したため、1695年イングランド総選挙では当然の帰結として再選したが、ウィリアム3世暗殺未遂事件を受けて1696年連合への加入が要求されると、ディグビーは拒否して、同年6月15日にはウォリックシャー副統監からも辞任した。1690年より務めていたウォリックシャー治安判事も1696年に辞任した。同年11月17日、暗殺未遂事件の首謀者第3代準男爵サー・ジョン・フェンウィックの私権剥奪への反対演説を行い、25日には反対票を投じた。連合加入の拒否により1698年イングランド総選挙では再選を目指さず、議員を退任した。同様の理由によりブルック男爵からの支持も失ったとされる。1698年9月18日に遠戚にあたる第3代ブリストル伯爵ジョン・ディグビーが死去すると、シェアボーン城などドーセットでの領地を継承した。
以降息子ロバートとエドワード（2人ともに庶民院議員を務めた）、友人エドワード・ニコラス（Edward Nicholas、シャフツベリ選挙区選出の庶民院議員）を通じて政界へのパイプを維持したが、ディグビー男爵自身が再度議員を務めることはなく、1702年から1703年にかけてオックスフォード大学選挙区からの出馬を第2代ノッティンガム伯爵ダニエル・フィンチより打診されたが、辞退している。
1714年にジョージ1世が即位したときに忠誠宣誓を拒否し、1721年のアタベリー陰謀事件では関与はなくても、少なくとも計画を知っていたとされる。

### 引退生活
ディグビー男爵はイングランド国教会を離脱しなかったが、1680年代より国教忌避の聖職者ジョン・ケトルウェルを援助しており、その影響もあって自領のコーゾルは国教忌避者の避難所として知られるようになった。ほかにもトマス・ブレイへの援助、キリスト教知識普及協会への支持が知られ、1701年にはイギリス福音伝道会に入会した。
慈善事業にも着手し、度々債務者監獄のフリート監獄を訪れて囚人の債務を返済したほか、1729年から1752年に死去するまで聖バーソロミュー病院理事を務めた。妻ジェーンもシェアボーンで学校を設立しており、1733年にジェーンが死去するとディグビー男爵が引き継いだ。同年、アメリカにおけるジョージア植民地設立のための信託よりジョージア植民地の信託委員会（Common Council）の委員に任命された。
文学ではアレキサンダー・ポープのパトロン（後援者）になり、ポープは1729年9月の手紙で「あなたの家族はこの国でほぼ失われた、古き貴族の高潔さの好例である」（your whole family is an example of what is almost now lost in this Nation, the Integrity of ancient Nobility）とディグビーを称えている。
1752年11月29日に死去、シェアボーン寺院で埋葬された。孫エドワードが爵位を継承した。遺言状では35,000ポンドを子孫に残し、100ポンドをウォリックシャーの債務者監獄に投獄されていた囚人に寄付した。

## 家族
1686年5月22日、ジェーン・ノエル（Jane Noel、1667年ごろ – 1733年9月10日、初代ゲインズバラ伯爵エドワード・ノエルの娘）と結婚、4男8女をもうけた。
- ジョン（1688年ごろ – 1717年[1]） - 1703年9月10日にオックスフォード大学モードリン・カレッジに入学、1707年4月8日にM.A.の学位を修得した[3]。生涯未婚[3]
- ロバート（1692年? – 1726年4月19日） - 庶民院議員、生涯未婚[12]
- エドワード（1693年ごろ – 1746年10月2日） - 1729年7月10日、シャーロット・フォックス（Charlotte Fox、スティーブン・フォックス（英語版）の娘）と結婚、子供あり[13]。第6代ディグビー男爵エドワード・ディグビーと初代ディグビー伯爵ヘンリー・ディグビーの父
- リズリー（Wriothesley、1698年ごろ – 1767年5月12日） - 1714年3月9日にオックスフォード大学モードリン・カレッジに入学、1716年にB.A.の学位を修得した[3]。1721年にオックスフォード大学オール・ソウルズ・カレッジでB.C.L.（英語版）の学位を、1726年にD.C.L.の学位を修得した[3]。1725年にミドル・テンプルで弁護士資格免許を取得した[3]。メアリー・コーツ（Mary Cotes）と結婚して、3男4女をもうけた[10]
- メアリー - 生涯未婚[10]
- エリザベス（1730年11月4日没） - 1720年7月28日、第2代準男爵サー・ジョン・ドルベンと結婚、子供あり[14]
- レイチェル - 早世[10]
- ジェーン - 早世[10]
- ジュリアナ - 1730年4月24日、ハーバート・マックワース（英語版）と結婚、子供あり[15]
- キャサリン[10]
- フランシス（Frances、1788年9月19日没） - ジェームズ・コーツ（James Cotes）と結婚[10]